# Flávia Saraiva
Flávia Lopes Saraiva (Rio de Janeiro, 30 september 1999) is een Braziliaanse gymnaste. Ze vertegenwoordigde Brazilië op de Olympische Spelen in 2016 in Rio, op de Olympische Spelen in Tokyo in 2021 en op de Olympische Spelen in Parijs in 2024, waar ze brons haalde met het team, een primeur voor Brazilie. Op het wereldkampioenschap in Antwerpen in 2023 behaalde ze de zilveren medaille in de teamfinale en de bronzen medaille op de vloer.

## Resultaten
| Jaar | Plaats                        | Resultaten                   |
| ---- | ----------------------------- | ---------------------------- |
| 2015 | Wereldkampioenschap Glasgow   | 24e meerkamp                 |
| 2016 | Olympische Spelen Rio         | 8e team 5e balk              |
| 2018 | Wereldkampioenschap Doha      | 5e team 8e meerkamp 5e vloer |
| 2019 | Wereldkampioenschap Stuttgart | 7e meerkamp 6e balk 4e vloer |
| 2021 | Olympische Spelen Tokio       | 7e balk                      |
| 2022 | Wereldkampioenschap Liverpool | 4e team                      |
| 2023 | Wereldkampioenschap Antwerpen | team · vloer · 15e meerkamp  |
| 2024 | Olympische Spelen Parijs      | team · 9e meerkamp           |